# Retrospective III: 1989-2008
Albums de Rush
Snakes & Arrows Live
(2008) Time Machine 2011: Live in Cleveland
(2011)
Retrospective III (1989-2008) est la huitième compilation du groupe rock canadien Rush, sortie en mars 2009. Cet album est une collection de titres extraits d'albums de la période 1989-2008 paru chez Atlantic Records. C'est la troisième compilation de la série Retrospective après Retrospective I (1974-1980) (paru en mai 1997) et Retrospective II (1981-1987) (paru en juin 1997).

## Pochette de l'album
L'illustration figurant sur la pochette de Retrospective III (1989-2008) montre les reproductions de pochette de six albums - Vapor Trails, Test For Echo, Counterparts, Roll the Bones, Presto, et une version alternative de celle de Snakes & Arrows - accrochées sur un mur, plus celle du EP Feedback posée sur le sol. Le graphisme alternatif pour Snakes & Arrows art, créé par Hugh Syme, a été utilisé pour le livret du CD puis comme pochette pour l'album en public Snakes & Arrows Live. Le chien qui apparait sur la pochette de l'album Signals est assis et regarde les reproductions murales des pochettes d'albums.

## Contenu
C'est le seul album de la série de compilations Retrospective contenant un titre (le morceau Ghost Of A Chance) enregistré en public, lors d'un concert de la partie nord-américaine de la tournée Snakes & Arrows 2008. Le CD contient également deux titres remixés de l'album Vapor Trails, en raison des problèmes de mastérisation associés avec l'album studio paru en 2002.

## Liste des titres
1. One Little Victory (remix 2009) - 5:11
2. Dreamline" - 4:39
3. Workin' Them Angels - 4:48
4. Presto - 5:48
5. Bravado - 4:38
6. Driven - 4:29
7. The Pass - 4:53
8. Animate - 6:05
9. Roll the Bones - 5:32
10. Ghost of a Chance (live) - 5:51
11. Nobody's Hero - 4:56
12. Leave That Thing Alone - 4:08
13. Earthshine (remix 2009) - 5:38
14. Far Cry - 5:18

### Origine des titres
- Titres 1 et 13, versions originales sur l'album Vapor Trails (2002).
- Titres 2, 5 et 9, sur l'album Roll the Bones (1991).
- Titres 3 et 14, sur l'album Snakes & Arrows (2007).
- Titres 4 et 7, sur l'album Presto (1989).
- Titre 6, sur l'album Test for Echo (1996).
- Titre 10, version inédite enregistrée live durant le Snakes & Arrows 2008 Tour, version studio originale sur l'album Roll the Bones (1991).
- Titres 8, 11 et 12, sur l'album Counterparts (1993).

## Membres du groupe
- Geddy Lee - Basse, Claviers, Chant
- Alex Lifeson - Guitares électriques et acoustiques, Synthétiseurs
- Neil Peart - Batterie, Percussions, Percussions électroniques